# Thompson Falls
Thompson Falls è una città degli Stati Uniti d'America situata nel Montana, nella Contea di Sanders, della quale è anche il capoluogo.